# Christijan Albers
Christijan Albers (ur. 16 kwietnia 1979 w Eindhoven) – holenderski kierowca wyścigowy.

## Przebieg kariery
Swoją karierę rozpoczął w 1997 roku w wyścigach serii Formuła Ford 1800 Benelux, którą to serię wygrał. Kolejne 2 sezony spędził w Niemieckiej Formule 3 wygrywając ją w 1999 roku. W sezonie 2000 startował bez powodzenia w Formule 3000 nie zdobywając ani jednego punktu. W 2001 roku został kierowcą testowym zespołu Minardi. Zadebiutował w sezonie 2005 w Grand Prix Australii, którego nie ukończył. Sezon zakończył na 19. miejscu z dorobkiem czterech punktów (wszystkie zdobyte podczas Grand Prix USA). W następnym sezonie startował dla zespołu MF1 Racing. W jego barwach nie zdobył żadnego punktu. Po przejęciu zespołu przez firmę Spyker Cars został niemal natychmiast zatrudniony na sezon 2007. W barwach zespołu wystąpił w ośmiu pierwszych Grand Prix sezonu. Po Grand Prix Wielkiej Brytanii został zwolniony z powodu niewywiązania się ze swoich zobowiązań jednego z jego sponsorów.
W sezonie 2008 Albers reprezentował barwy zespołu Audi w niemieckiej serii wyścigowej DTM.

## Starty w Formule 1

### Wyniki
| Rok  | Zespół                | Samochód      | Silnik                  | Wyniki w poszczególnych eliminacjach | Wyniki w poszczególnych eliminacjach | Wyniki w poszczególnych eliminacjach | Wyniki w poszczególnych eliminacjach | Wyniki w poszczególnych eliminacjach | Wyniki w poszczególnych eliminacjach | Wyniki w poszczególnych eliminacjach | Wyniki w poszczególnych eliminacjach | Wyniki w poszczególnych eliminacjach | Wyniki w poszczególnych eliminacjach | Wyniki w poszczególnych eliminacjach | Wyniki w poszczególnych eliminacjach | Wyniki w poszczególnych eliminacjach | Wyniki w poszczególnych eliminacjach | Wyniki w poszczególnych eliminacjach | Wyniki w poszczególnych eliminacjach | Wyniki w poszczególnych eliminacjach | Wyniki w poszczególnych eliminacjach | Wyniki w poszczególnych eliminacjach | Pkt. | Msc. |
| ---- | --------------------- | ------------- | ----------------------- | ------------------------------------ | ------------------------------------ | ------------------------------------ | ------------------------------------ | ------------------------------------ | ------------------------------------ | ------------------------------------ | ------------------------------------ | ------------------------------------ | ------------------------------------ | ------------------------------------ | ------------------------------------ | ------------------------------------ | ------------------------------------ | ------------------------------------ | ------------------------------------ | ------------------------------------ | ------------------------------------ | ------------------------------------ | ---- | ---- |
| 2005 |                       |               |                         | Australia                            | Malezja                              | Bahrajn                              | San Marino                           | Hiszpania                            | Monako                               | Unia Europejska                      | Kanada                               | Stany Zjednoczone                    | Francja                              | Wielka Brytania                      | Niemcy                               | Węgry                                | Turcja                               | Włochy                               | Belgia                               | Brazylia                             | Japonia                              |                                      | 4    | 19   |
| 2005 | Minardi Cosworth      | Minardi PS05  | Cosworth TJ2005 3.0 V10 | NU                                   | 13                                   | 13                                   | NU                                   | NU                                   | 14                                   | 17                                   | 11                                   | 5                                    | NU                                   | 18                                   | 13                                   | NU                                   | NU                                   | 19                                   | 12                                   | 14                                   | 16                                   | 16                                   | 4    | 19   |
| 2006 |                       |               |                         | Bahrajn                              | Malezja                              | Australia                            | San Marino                           | Unia Europejska                      | Hiszpania                            | Monako                               | Wielka Brytania                      | Kanada                               | Stany Zjednoczone                    | Francja                              | Niemcy                               | Węgry                                | Turcja                               | Włochy                               |                                      | Japonia                              | Brazylia                             |                                      | 0    | 22   |
| 2006 | Midland Toyota        | Midland M16   | Toyota RVX-06 2.4 V8    | NU                                   | 12                                   | 11                                   | NU                                   | 13                                   | NU                                   | 12                                   | 15                                   | NU                                   | NU                                   | 15                                   | DK                                   | 10                                   | NU                                   | 17                                   | –                                    | –                                    | –                                    |                                      | 0    | 22   |
| 2006 |                       |               |                         | Bahrajn                              | Malezja                              | Australia                            | San Marino                           | Unia Europejska                      | Hiszpania                            | Monako                               | Wielka Brytania                      | Kanada                               | Stany Zjednoczone                    | Francja                              | Niemcy                               | Węgry                                | Turcja                               | Włochy                               |                                      | Japonia                              | Brazylia                             |                                      | 0    | 22   |
| 2006 | Spyker Toyota         | Midland M16   | Toyota RVX-06 2.4 V8    | –                                    | –                                    | –                                    | –                                    | –                                    | –                                    | –                                    | –                                    | –                                    | –                                    | –                                    | –                                    | –                                    | –                                    | –                                    | 15                                   | NU                                   | 14                                   |                                      | 0    | 22   |
| 2007 |                       |               |                         | Australia                            | Malezja                              | Bahrajn                              | Hiszpania                            | Monako                               | Kanada                               | Stany Zjednoczone                    | Francja                              | Wielka Brytania                      | Unia Europejska                      | Węgry                                | Turcja                               | Włochy                               | Belgia                               | Japonia                              |                                      | Brazylia                             |                                      |                                      | 0    | 24   |
| 2007 | Etihad Spyker Ferrari | Spyker F8-VII | Ferrari 056 2.4 V8      | NU                                   | NU                                   | 14                                   | 14                                   | 19                                   | NU                                   | 15                                   | NU                                   | 15                                   | –                                    | –                                    | –                                    | –                                    | –                                    | –                                    | –                                    | –                                    |                                      |                                      | 0    | 24   |

### Statystyki
| Legenda oznaczeń w tabelach wyników Wyświetl szablon na nowej stronie | Legenda oznaczeń w tabelach wyników Wyświetl szablon na nowej stronie                                                                     |
| Oznaczenie                                                            | Wyjaśnienie |
| --------------------------------------------------------------------- | --- |
| Złoty                                                                 | Zwycięzca lub mistrzostwo |
| Srebrny                                                               | 2. miejsce lub wicemistrzostwo |
| Brązowy                                                               | 3. miejsce lub II wicemistrzostwo |
| Zielony                                                               | Ukończył, punktował (w klasyfikacji generalnej, gdy zdobył co najmniej jeden punkt na przestrzeni sezonu, poza trzema powyższymi opcjami) |
| Niebieski                                                             | Ukończył, nie punktował (w klasyfikacji generalnej, gdy nie zdobył co najmniej jednego punktu na przestrzeni sezonu)                      |
| Czerwony                                                              | Nie zakwalifikował się (NZ) |
| Czerwony                                                              | Nie prekwalifikował się (NPK) |
| Różowy                                                                | Nie ukończył (NU) |
| Różowy                                                                | Niesklasyfikowany (NS) (w klasyfikacji generalnej, gdy nie został sklasyfikowany w żadnym wyścigu sezonu)                                 |
| Czarny                                                                | Zdyskwalifikowany (DK) |
| Czarny                                                                | Wykluczony (WYK/EX) |
| Biały                                                                 | Nie wystartował (NW) |
| Biały                                                                 | Kontuzjowany (K/INJ) |
| Biały                                                                 | Wyścig odwołany (OD/C) |
| Bez koloru                                                            | Został wycofany (WYC/WD) |
| Bez koloru                                                            | Nie przybył (NP/DNA) |
| Bez koloru                                                            | Nie brał udziału w treningach (NT/DNP) |
| Bez koloru                                                            | Nie został zgłoszony (–) |
| Pogrubienie                                                           | Start z pole position |
| Kursywa                                                               | Najszybsze okrążenie wyścigu |
| †                                                                     | Nie ukończył, ale jego rezultat został zaliczony ze względu na przejechanie więcej niż 90% dystansu wyścigu.                              |
| *                                                                     | Sezon w trakcie |
| 1/2/3                                                                 | Punktowana pozycja w sprincie kwalifikacyjnym                                                                                             |
| Lista systemów punktacji Formuły 1                                    | |

| Sezon | Zgł. | Starty | PKT | P. | P1 | P2 | P3 | Punkt. | PP | NO | NS | DK | Zespoły           |
| ----- | ---- | ------ | --- | -- | -- | -- | -- | ------ | -- | -- | -- | -- | ----------------- |
| 2005  | 19   | 19     | 4   | 19 | -  | -  | -  | 1      | -  | -  | 6  | 1  | Minardi           |
| 2006  | 18   | 18     | -   | 22 | -  | -  | -  | -      | -  | -  | 7  | -  | Spyker MF1 Racing |
| 2007  | 9    | 9      | -   | 22 | -  | -  | -  | -      | -  | -  | 4  | -  | Spyker            |

| Sezony | Zgł. | Starty | PKT | Najwyższa pozycja (mistrzostwa) | P1 | P2 | P3 | Punkt. | PP | NO | NS | DK | Zespoły |
| ------ | ---- | ------ | --- | ------------------------------- | -- | -- | -- | ------ | -- | -- | -- | -- | ------- |
| 3      | 46   | 46     | 4   | 1x19                            | -  | -  | 1  | -      | -  | -  | 17 | 1  | 3       |